# Aleksandr Michajlovič Butlerov
Aleksandr Michajlovič Butlerov (in russo Алекса́ндр Миха́йлович Бу́тлеров?; Čistopol', 15 settembre 1828 – Butlerovka, 17 agosto 1886) è stato un chimico russo noto per essere stato uno degli ideatori della teoria della struttura chimica insieme con Archibald Scott Couper e Friedrich August Kekulé.

## Biografia
Figlio di un proprietario terriero, alla morte della madre avvenuta quando Butlerov aveva l'età di 4 anni questi trascorse l'infanzia trasferendosi dai nonni. All'età di 16 anni si diplomò alla scuola superiore di Kazan' e cominciò a studiare presso il dipartimento di fisica e matematica all'Università di Kazan'. Inizialmente interessatosi alla botanica e alla zoologia, successivamente iniziò a dedicarsi alla chimica sotto l'influenza di Karl Ernst Claus e Nikolaj Zinin. Si laureò nel 1849 e cominciò a insegnare presso lo stesso dipartimento dell'Università di Kazan', diventando nel 1854 professore straordinario di chimica e dal 1857 professore ordinario. Nel periodo 1860-1863 fu anche rettore della stessa università.
Durante gli anni 1857-1858 Butlerov viaggiò all'estero ed ebbe la possibilità di conoscere altri chimici europei come Friedrich August Kekulé ed Emil Erlenmeyer. Partecipò alle riunioni della neonata Società Chimica di Parigi e nella stessa città cominciò i primi esperimenti che rappresentarono la base della sua teoria della struttura chimica. Realizzò un nuovo metodo di sintesi dello ioduro di metilene, sintetizzò l'esametilentetrammina e realizzò un metodo di sintesi degli zuccheri a partire da formaldeide in presenza di idrossido di calcio come catalizzatore (reazione del formosio). Dal 1868 al 1885, anno del suo ritiro, fu professore ordinario di chimica presso l'Università di San Pietroburgo. 
Nel 1874 fu eletto membro dell'Accademia russa delle scienze di San Pietroburgo. Gli è stato dedicato il cratere Butlerov sulla superficie della Luna.